# Ситигруп сентр
«Ситигруп сентр» (Citigroup Centre) — небоскрёб, находящийся в городе Сидней, Австралия. Высота здания 243 метра (800 футов), 50 этажей и это делает его десятым по высоте зданием Австралии. Небоскрёб был построен в 2000 году.
Сооружение было разработано архитектурной фирмой «Crone and Associates». Структурными инженерами была General Property Trust.